# گویش‌سنجی
گویش‌سنجی (به انگلیسی: Dialectometry) شاخه‌ی مطالعه‌ی کمی و رایانه‌ای از گویش‌شناسی (دانش مطالعه‌ی گویش‌ها) است. این زیرشاخه از زبان‌شناسی گوناگونی‌های زبانی را با استفاده از روش‌های آماری مطالعه می‌کند. این زیرشاخه در دهه‌های 1970 و 80 میلادی و در نتیجه‌ی کارهای مکتب‌آفرین سِگُی و هانس گوبِل ایجاد شد.